# Gabriela Bejerman
Gabriela Bejerman (Buenos Aires, 1973) es una escritora y cantante argentina. 

## Biografía
Comenzó a escribir novelas a los 14 años. Egresó de la carrera de Letras en la Universidad Nacional de Buenos Aires. Desarrolló su obra poética en torno a la galería de arte Belleza y Felicidad y publicó su primer libro Alga (1999, Siesta). 
Durante los años 1997 y 2001 coeditó, junto a Gary Pimiento, la revista de música, poesía y actualidad Nunca nunca quisiera irme a casa. Durante esos años incursionó en la performance poética y de allí se extendió a la música. 
En 2004 la editorial Interzona publicó Presente perfecto, un libro compuesto por dos novelas breves, con un subsidio de la Fundación Antorchas, cuyo jurado fue César Aira.  
En 2014 publicó una compilación de cuentos titulada Heroína por el sello editorial Mansalva. Además, debuta como directora de teatro con su obra Campo Cascada (2014), inspirada en la obra de la escritora norteamericana Jane Bowles.

## Mandona
En 2007, bajo el seudónimo Gaby Bex, editó Mandona, álbum que incluye canciones y también combina la poesía con la música electrónica. Interpretado y compuesto íntegramente por la autora realizó presentaciones en Buenos Aires y Santiago de Chile en la escena del electro pop local.

## Obra

### Poesía
- Alga (1999, Siesta)
- Crin (Belleza y Felicidad, 2001)
- Pendejo (Eloísa Cartonera, 2002)
- Sed (Cencerro, 2004)

### Narrativa
- Presente perfecto (2004, Interzona)
- Linaje (2009, Mansalva)
- Astra y Oster (2010, La Propia Cartonera)
- Heroína (2014, Mansalva)
- Un beso perdurable (2017, Rosa Iceberg)